# Панчаятана
Панчая́тана-пу́джа (IAST: Pañcāyatana pūja) — система религиозного поклонения в традиции смарта в индуизме. Основоположником панчаятаны принято считать индуистского философа VIII века Шанкару. Панчаятана заключается в поклонении пяти основным формам Бога в смартизме: Шиве, Вишну, Деви, Сурье и Ганеше. В зависимости от местных традиций, в ходе проведения ритуала одно из этих божеств, иштадевата, находится в центре в окружении остальных четырёх. Пуджа проводится для всех пяти божеств, которые представлены либо в виде мурти, либо в виде пяти разных камней, либо пятью рисунками на земле.
Философски, последователи традиции смарта рассматривают эти пять божеств как различные проявления единого Сагуна Брахмана, а не как разные божества. В храмах этой традиции, мурти основного божества, иштадеваты, помещают в центральном алтаре, а остальные — на алтарях поменьше, вокруг него.